# Rudolf Schuster
Rudolf Schuster (ur. 4 stycznia 1934 w Koszycach) – słowacki polityk, inżynier, dyplomata i samorządowiec, burmistrz Koszyc (1983–1986, 1994–1999), w latach 1999–2004 prezydent Słowacji.

## Życiorys
W 1959 ukończył inżynierię lądową w Słowackiej Wyższej Szkole Technicznej w Bratysławie. Pracował jako projektant, następnie w Słowackiej Akademii Nauk oraz w przedsiębiorstwach przemysłowych.
Od 1964 należał do partii komunistycznej. Od 1979 związany z administracją lokalną w Koszycach, m.in. jako burmistrz tej miejscowości (1983–1986). W latach 1989–1990 pełnił funkcję przewodniczącego Słowackiej Rady Narodowej. W 1990 wystąpił z partii komunistycznej, pozostał bezpartyjny, objął urząd ambasadora Czechosłowacji w Kanadzie, który sprawował do 1992. Był później w dyspozycji kadrowej ministerstwa spraw zagranicznych, po czym w 1994 ponownie został burmistrzem Koszyc.
W 1998 utworzył własne ugrupowanie pod nazwą Partia Porozumienia Obywatelskiego. W tym samym roku z jej ramienia uzyskał mandat posła do Rady Narodowej, a jego ugrupowanie współtworzyło wielopartyjny gabinet Mikuláša Dzurindy.
W 1999 Rudolf Schuster z poparciem ugrupowań rządzących wystartował w wyborach prezydenckich. W drugiej turze głosowania otrzymał około 57,2% głosów, pokonując Vladimíra Mečiara. W 2004 bez powodzenia ubiegał się o reelekcję, przegrał w pierwszej turze wyborów, zajmując 4. miejsce z wynikiem 7,4% głosów.

## Życie prywatne
Rudolf Schuster od 1961 był żonaty z Ireną (1937–2008), ma dwoje dzieci.

## Odznaczenia i wyróżnienia

### Ordery i odznaczenia
Otrzymane z urzędu
- Order Andreja Hlinki I klasy
- Order Ľudovíta Štúra I klasy
- Krzyż Milana Rastislava Štefánika I klasy
- Krzyż Pribiny I klasy

Zagraniczne
- Wielki Order Króla Tomisława – 2001, Chorwacja[5]
- Order Orła Białego – 2002, Polska[6]
- Order Księcia Jarosława Mądrego I klasy – 2004, Ukraina[7]
- Kawaler Krzyża Wielkiego Udekorowany Wielką Wstęgą Orderu Zasługi Republiki Włoskiej – 2002, Włochy[8]
- Order Lwa Białego I klasy – 2019, Czechy[9]

### Nagrody i wyróżnienia
- Krištáľové krídlo (2024)[10]